# Grappa

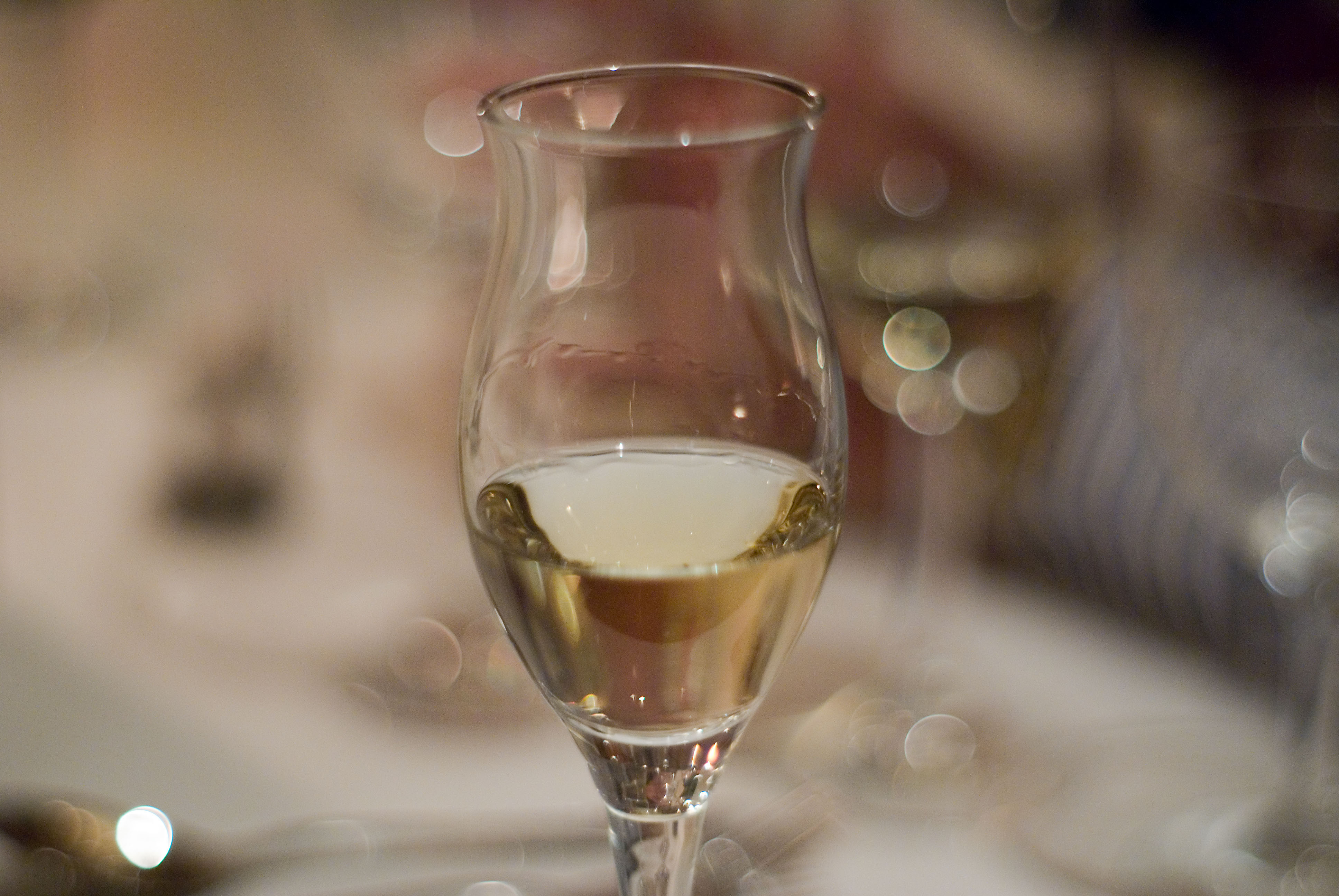
Ett glas grappa.

Grappa är en italiensk spritdryck (ett brännvin) gjord genom att man pressat druvrester, kallat vinaccia, från produktionen av vin. Alkoholhalten ligger normalt mellan 40 och 50 procent. Ursprungligen var det ett sätt att ta vara på spill från vinproduktionen, fritt översatt betyder grappa druvstjälk. Under en lång tid sågs grappa som en dryck av låg kvalitet, men på senare år har den förfinats och kommersialiserats. Detta innebär dock inte att all grappa idag är god eller av hög kvalitet.
Ett sätt att dofta på grappan är att ta en droppe i sin hand, frottera och sedan föra handflatorna till näsan. På detta sätt stänger man in doften. De bästa druvsorterna destilleras två gånger, (doppia rettificata), för att ytterligare förfina kvaliteten.
Det finns många faktorer som påverkar hur bra eller högkvalitativ en grappa blir. Två av dem är:
- Råvaran: När man gör bra viner, använder man bara omkring 60 eller 70 procent av saften i druvan. De rester, vinaccia, som blir kvar då, innehåller fortfarande tillräckligt med saft för att det ska bli fina aromer i grappan. Används istället vinaccia från sämre viner, blir den ofta ordentligt urmjölkad och torr, vilket gör att det knappt finns några aromer kvar efter destillationen.
- Produktionsmetoden: Det finns två produktionsmetoder för grappa: industriale, där torr och dålig pomace måste kokas för att släppa ifrån sig några aromer, och artigianale, en långsam, hantverksmässig metod som kräver goda råvaror.

Grappa kan göras på olika druvsorter som ger tydlig druvtypisk karaktär, till exempel druvan Brunello från Montalcino i Toscana, Italien.

## Liknande drycker
Grappa har släktingar i andra vinproducerande länder, men drycken heter olika saker i varje land:
- I Frankrike heter den marc eller eau de vie de marc,
- i Tyskland Tresterbranntwein,
- i Ungern törkölypálinka,
- i Spanien aguardiente och
- i Portugal bagaceira.